# Antony Maubert
 (mai 2009).
Si vous disposez d'ouvrages ou d'articles de référence ou si vous connaissez des sites web de qualité traitant du thème abordé ici, merci de compléter l'article en donnant les références utiles à sa vérifiabilité et en les liant à la section « Notes et références ».
Pour les articles homonymes, voir Maubert.
Antony Maubert, né à Montargis (France) le 13 juillet 1974 (41 ans), est un compositeur, improvisateur et artiste sonore.

## Biographie
Il étudie la clarinette ainsi que l'écriture au conservatoire de Clermont-Ferrand, en parallèle d'études scientifiques. En 1994, il s'installe à Lyon afin de compléter ses connaissances théoriques à la faculté de musicologie et au conservatoire de la même ville. Il en sort diplômé en analyse, écriture et esthétique ainsi qu'avec une maîtrise de musicologie. Étudie ensuite pendant deux années au Conservatoire national supérieur de musique et de danse de Paris, mais c'est surtout sa découverte de la musique électronique au CCMIX (Ateliers UPIC, fondé par Iannis Xenakis) qui influera sur son parcours musical. Il y suit les interventions de Julio Estrada, Gérard Pape et Jean-Claude Risset. En 2006, il reçoit le prix de la SACEM pour son diplôme en composition électroacoustique auprès de Nicolas Verin.
Après avoir enseigné les techniques de musiques assistées par ordinateurs à l'École des Gobelins et à l'ENM d'Evry, il enseigne aujourd'hui la musique électroacoustique au conservatoire de Nice. Il est aussi membre fondateur de Campo de Interferencias (Madrid).
Ses compositions sont orientées. 
Pour Antony Maubert, l'acte créateur est un engagement fort. Ces musiques sont souvent un espace d'analyse et de déconstruction de la société contemporaine. Ses pièces comme Ce qui aura fait notre solitude, qui engage une réflexion sur l'homme face à la science, ou RELIGION DU TRAVAIL, première pièce d'une trilogie dédiée aux discours politiques et médiatiques dominants, ainsi que Insomniac (décrivant l'acceptation des situations de violences quotidiennes) sont quelques exemples de la force évocatrice que développe sa musique.

## Discographie
- Cristales, in AMEE 20 (AMEE-Marmita Musica Viva)
- Trains, in 60 Aniversario Música Concreta (AMEE)

## Œuvres principales
MUSIQUES ACOUSMATIQUES
- LES OCEANS DE FIELS, (création en 2002, Cité Internationale Universitaire, Paris)
- MUSIQUE ELECTRONIQUE no 5, (création en 2003, La Forge de Belleville, Paris)
- CE QUI AURA FAIT NOTRE SOLITUDE, (création en 2004, École nationale d'Argenteuil)
- ARES VALLIS (création en 2004, Festival Synthèse, Bourges)
- RELIGION DU TRAVAIL, (création en 2005, Villa Gilet, Lyon)
- IDEOLOGIE DU PRAGMATISME ET DU REEL, 2007 (création en 2007, Escalera de Jacob, Madrid)
- CRISTALES, (création en 2007, festival Punto de Encuentro, Valencia)
- INSOMNIAC (création en 2008, festival Zeppelin, Barcelone)
- POSTLUDE A IDÉOLOGIE DU PRAGMATISME ET DU REEL, (création en 2008, Festival Internacional de la Imagen, Manizales, Colombie)
- DEL ASTRO AL MAR
- L'HOMME QUI N'AVAIT PAS RÉPONDU AU SOURIRE DE CELUI QU'IL AVAIT BOUSCULÉ, (création en 2008, Festival Aix-en Musique, Aix-en-Provence), commande du Studio instrumental.
- TRAINS, (création en 2008, Festival Punto de Encuentro, Valencia)
- EN ATTENDANT LA FIN, (création en 2008, IV Jornadas Argentinas de Música Contemporánea, Buenos Aires)

MUSIQUES MIXTES
- PASSAGES, pour trio à cordes et CD (création en 2001, Auditorium Multimedia, Paris)
- L'EAU ET LE QUARTZ, pour flûte et dispositif temps réel (création en 2005, l'Agora, Evry)

MUSIQUE POUR LE THEATRE
- LES EPIPHANIES, musique acousmatique (création en 2004, Festival Musique et poésie, Théâtre Molière)
- L'ILIADE, musique acousmatique (création du 3/10 au 17/11/2008, Théâtre national de Nice)

INSTALLATIONS, PERFORMANCES:
- Les espaces Incertains, (création en 2003, Galerie en cours, Paris)
- Installation Odours and Sound, série de pièces acousmatiques (création en 2006, Villa de Bank, Enschede), en collaboration avec Gwenn-Aël Lynn
- Historia de Bananero, installation sonore interactive, (création en 2007, galerie OFFLimit, Madrid), en collaboration avec Edith Alonso
- Nomades, installation sonore et vidéo, (création en 2007, MuséeAAV, Nice), en collaboration avec Edith Alonso
- Nomades II, installation sonore et vidéo (création en 2008, International Computer Music Conference, Belfast), en collaboration avec Edith Alonso
- Nomades III, installation sonore et vidéo, (du 02/19/2009 au 03/21/2009, IDFX, Breda, Pays-Bas), en collaboration avec Edith Alonso

## Publications
- GEL/DEGEL, pour 4 percussionnistes, éditée par Alphonce Production
- EXTENDED KORG M1, in « Handmade Electronic Music: The Art of Hardware Hacking », Routledge Édition, auteur : Nicolas Collins